# Schönegg bei Pöllau
Schönegg bei Pöllau là một đô thị thuộc huyện Hartberg thuộc bang Steiermark, nước Áo. Đô thị Schönegg bei Pöllau có diện tích 26,53 km², dân số thời điểm năm 2005 là 1385 người.